# Ugo Tani
Ugo Tani (Livorno, 21 novembre 1948) è un ex calciatore italiano, di ruolo portiere.

## Carriera

### Giocatore
Nella stagione 1971-1972 esordisce in Serie B con la maglia del Livorno, squadra della sua città natale, con cui gioca 4 partite nel campionato cadetto, terminato dai toscani con la retrocessione in Serie C, categoria in cui Tani gioca 18 partite nella stagione 1972-1973; gioca in terza serie anche nei due anni seguenti, nei quali è sempre titolare: nella stagione 1973-1974 disputa infatti 35 partite con la maglia del Viareggio (con cui retrocede in Serie D), mentre nella stagione 1974-1975 gioca 35 incontri con il Grosseto.
Nel 1975 si trasferisce al Modena, società neopromossa in Serie B, con cui nella stagione 1975-1976 gioca come portiere titolare nel campionato cadetto, che termina con 30 presenze; nella stagione 1976-1977 è ancora titolare, e conclude il campionato con 36 presenze. Rimane con i canarini per una terza stagione, la 1977-1978, nella quale fa da riserva a Leonardo Grosso; a fine anno la squadra emiliana retrocede in Serie C1, e Tani viene ceduto alla Salernitana.
In Campania il portiere toscano disputa due campionati consecutivi: nella stagione 1978-1979 subisce 10 reti in 14 presenze in Serie C1, mentre nella stagione 1979-1980 subisce 11 reti in 14 incontri sempre in terza serie. Nell'arco del biennio a Salerno gioca inoltre complessive 9 partite (con 7 reti subite) in Coppa Italia Semiprofessionisti, arrivando così ad un totale di 37 presenze (con 28 reti subite) con la squadra granata.
Nella stagione 1980-1981 e nella Serie C2 1981-1982 gioca in Serie C2 col Teramo, con cui nell'arco delle due stagioni gioca in tutto 57 partite di campionato; nella stagione 1982-1983 gioca da titolare in Serie C2 con la Civitanovese, con cui ottiene una promozione in Serie C1, categoria nella quale gioca ulteriori 8 partite nella stagione 1983-1984, sempre con i marchigiani. Infine, nella stagione 1984-1985 (la sua ultima da calciatore) gioca 22 partite in Serie C2 nel Giulianova.
In carriera ha giocato complessivamente 74 partite in Serie B, 124 fra Serie C e Serie C1 e 105 in Serie C2.

### Allenatore
Dal 20 marzo 2014 al termine della stagione 2013-2014 è stato preparatore dei portieri del Giulianova, in Serie D.